# Gorgeous Frankenstein
Gorgeous Frankenstein to zespół z USA grający muzykę horror punk. Zespół został założony przez Doyle’a Wolfganga von Frankensteina w 2005 r.

## Aktualny skład
- Doyle Wolfgang von Frankenstein – gitara elektryczna
- Alex Story – wokal
- Left Hand Graham – wokal, gitara basowa
- Dr. Chud – perkusja
- Gorgeous George – tancerka

## Byli członkowie
- Michale Graves – wokal
- Landon Blood – wokal
- Jesco Devilanse – perkusja
- Argyle Goolsby – wokal, gitara basowa

## Dyskografia
- Gorgeous Frankenstein (2007)